# Tere Ríos
Marie Teresa Ríos (9 novembre 1917 - 17 octobre 1999), connue sous le nom de Tere Ríos, est une écrivaine américaine et l'auteur du livre de 1965 The Fifteenth Pelican qui a servi de base à la sitcom télévisée Screen Gems des années 1960, The Flying Nun. Ríos était la mère de Humbert Roque Versace, le premier prisonnier de guerre de l'armée américaine en Asie du Sud-Est à recevoir la Medal of Honor.